# Autoritratto (Dalí)
Autoritratto è un dipinto a olio su tela di 52 × 45 cm realizzato nel 1921 circa dal pittore spagnolo Salvador Dalí.
Fa parte di una collezione privata.